# بلدية أوبايتابا
بلدية أوبايتابا هي بلدية في البرازيل، تتبع باهيا، بلغ عدد سكانها 23٬854  نسمة، في 2000، تبلغ مساحتها 221٫753 كيلومتر مربع، رمزها البريدي هو 45.545-000.

## الموقع
تشترك في الحدود مع:
- أوريلينو ليل
- Ibirapitanga [الإنجليزية]‏.